# 荒野台駅

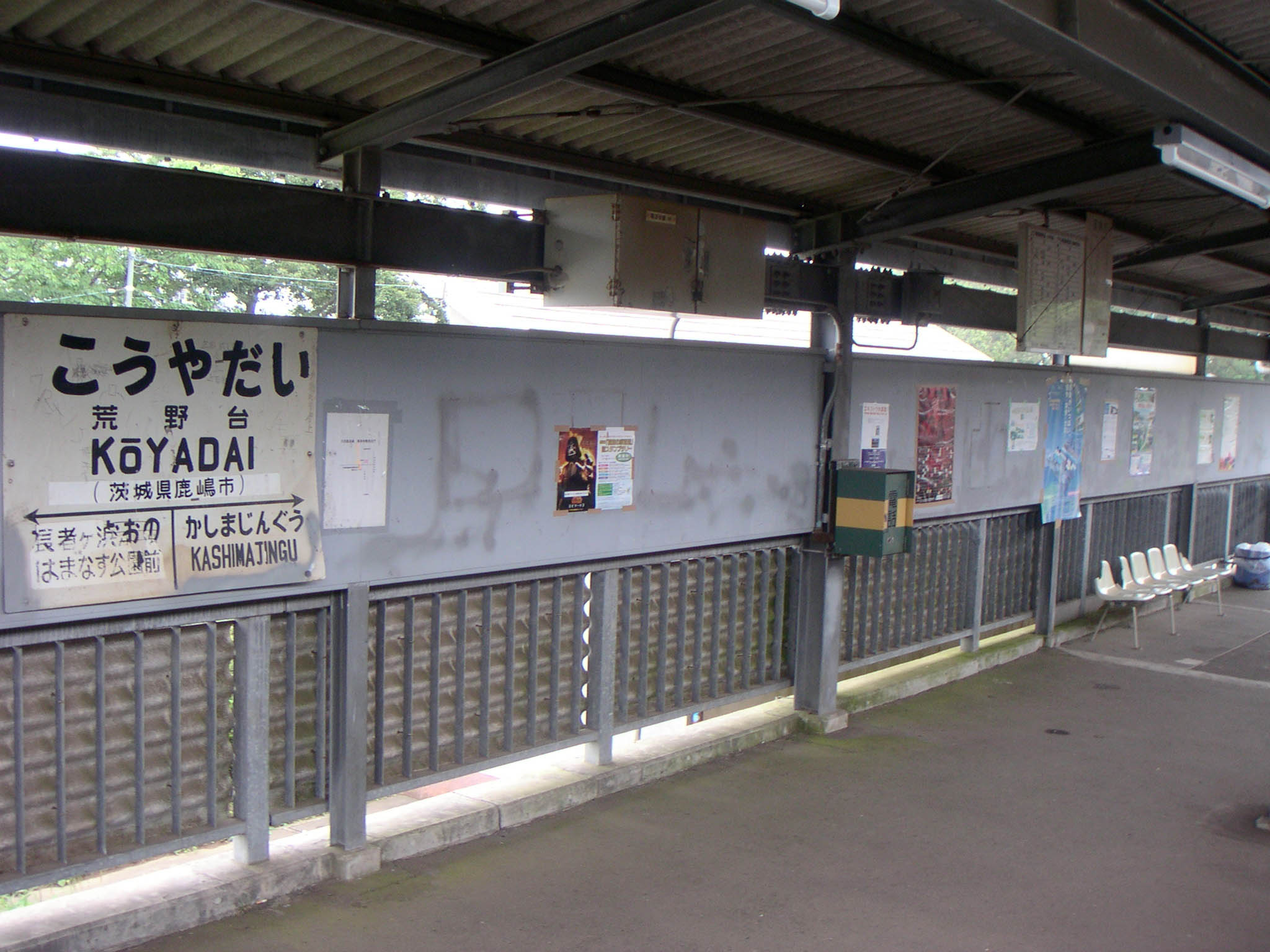
荒野台駅ホーム

荒野台駅（こうやだいえき）は、茨城県鹿嶋市大字荒野にある鹿島臨海鉄道大洗鹿島線の駅である。
大洗鹿島線の常設駅としては事実上の南端駅であるが、全列車JR鹿島線の鹿島神宮駅まで乗り入れる。

## 歴史
- 1985年（昭和60年）3月14日 - 大洗鹿島線開通と同時に開業[1]。

## 駅構造
単式ホーム1面1線を有する地上駅で、無人駅である。乗車券は車内で買い求めることとなる。

## 当駅における運行形態
- 上り（鹿島大野・新鉾田・大洗・水戸方面）、下り（鹿島神宮方面）と共に、概ね1時間に1本の普通列車が停車する[2]。

## 利用状況
| 1日乗降人員推移 | 1日乗降人員推移 |
| 年度            | 1日平均人数     |
| --------------- | --------------- |
| 2011年          | 154             |
| 2012年          | 193             |
| 2013年          | 204             |
| 2014年          | 191             |
| 2015年          | 166             |
| 2016年          | 165             |
| 2017年          | 156             |
| 2018年          | 178             |

## 駅周辺
- 茨城県道242号鉾田鹿嶋線
- 国道51号
- 中野郵便局
- 茨城県立鹿島産業技術専門学院

## バス路線
- 県道242号線沿いの「荒野台」バス停から発車する

| のりば | 系統   | 主要経由地                   | 行先         | 運行会社             | 備考 |
| ------ | ------ | ---------------------------- | ------------ | -------------------- | ---- |
|        | 中央線 | はまなす駅入口・大野出張所前 | 鹿島灘駅     | 鹿嶋コミュニティバス |      |
|        | 中央線 | スタジアム駅入口・鹿島神宮駅 | 高松緑地公園 | 鹿嶋コミュニティバス |      |

## 隣の駅
鹿島臨海鉄道
■大洗鹿島線（鹿島サッカースタジアム駅 - 鹿島神宮駅間はJR鹿島線）
長者ヶ浜潮騒はまなす公園前駅 - 荒野台駅 - *鹿島サッカースタジアム駅 - 鹿島神宮駅
*:鹿島サッカースタジアム駅は、サッカー開催日に限り一部列車が停車する。